# 7 (альбом Нелли Фуртадо)
7 — седьмой студийный альбом канадской певицы Нелли Фуртадо, выпущенный 20 сентября 2024 года лейблами Nelstar Entertainment и 21 Entertainment Group. Это ее первый альбом с 2017 года после The Ride, которому предшествовали синглы «Love Bites» с участием шведской певицы Туве Лу и английским музыкантом SG Lewis и «Corazón» с участием колумбийской группы Bomba Estéreo. Альбом также содержит совместные работы с певицей Шарлоттой Дэй Уилсон и продюсерами WondaGurl и T-Minus.

## История
После нескольких лет бездействия Фуртадо подтвердила появление новой музыки в интервью журналу Fault в мае 2023 года, сказав, что «записала сотню песен за последние 18 месяцев» и «так взволнована тем, что принесет людям новую музыку».
После анонса альбома в июле 2024 года Фуртадо заявила, что написала «400-500 музыкальных произведений за 4 года», и объяснила, что ее СДВГ «не всегда позволяет ей методично организовывать творения, поэтому трудно объяснить, как мы выбрали 14 песен, которые волшебным образом оказались на вершине кучи». Фуртадо сравнила песни со «случайными ракушками, которые могут быть похожими, но совсем не похожими» и сказала, что ее намерением было «предоставить некоторые порталы, чтобы отключиться, освободиться и убежать». Ее лейбл назвал альбом «четырьмя годами художественных открытий».
Говоря о названии альбома, Фуртадо заявила, что это единственное название, которое имело для нее смысл, так как это ее седьмой студийный альбом и прошло семь лет с момента выхода предыдущего альбома, потому что «это больше похоже на коллекцию. У модных коллекций нет названий, они просто называются „Коллекция № 10“ или „Коллекция № 21“. Это моя седьмая коллекция».

## Продвижение

### Живые выступления
В июне 2024 года Фуртадо выступила на закрытии фестиваля Mighty Hoopla. Среди наиболее известных композиций она исполнила «Love Bites». 16 июля 2024 года она выступила на концерте Isle of MTV на Мальте. Она исполнила «Love Bites» и «Corazón» из альбома 7, наряду со своими крупнейшими хитами.

### Интервью
В мае 2024 года Фуртадо появилась на британской дневной телепрограмме This Morning, где рассказала о своей карьере и предстоящем альбоме. В июле 2024 года она появилась в программе Today with Hoda & Jenna. Неделю спустя она появилась на шоу The One Show. В сентябре 2024 года Фуртадо дала интервью Billboard, где обсудила свой альбом, карьеру и высказала мнение о будущем президенте США Камале Харрис.

## Реакция критики
| Оценки критиков | Оценки критиков |
| Источник        | Оценка          |
| --------------- | --------------- |
| Allmusic        | [ 17 ]          |
| Euphoria        | [ 18 ]          |
| Exclaim!        | 6/10            |
| MusicOMH        | [ 20 ]          |
| Riff            | 7/10            |
| Sputnikmusic    | 3/5             |

Альбом получил положительные отзывы критиков.
Фабио Магнокавалло из Euphoria похвалил 7 за баланс современных и ностальгических элементов, продемонстрировав ее эволюцию и сохранив при этом суть ее звучания начала 2000-х. Он выделил такие треки, как угрюмый «Showstopper» и двуязычный «Corazón» с Bomba Estéreo, напоминающие об эпохе «Loose». Разнообразие альбома, от электропоповой «Love Bites» с SG Lewis и Туве Лу до фортепианной баллады «All Comes Back», свидетельствует о личностном росте Фуртадо. Несмотря на несколько разрозненный треклист, Магнокавалло высоко оценил ее многогранный артистизм и дал альбому 4 из 5 звезд.
Джош Корнгут, написавший рецензию для Exclaim!, выразил разочарование тем, что в альбоме в целом не хватает риска и глубины. Корнгут признал прошлые музыкальные успехи Фуртадо, отметив ее способность исполнять эмоционально сильные треки, такие как «Try» и «Pipe Dreams», но считает, что 7 не соответствует ее потенциалу. Он предположил, что давление, связанное с необходимостью выпустить коммерчески успешный альбом после нескольких «эпох неудач», могло привести к созданию более безопасного, менее авантюрного проекта. Корнгут отметил, что если некоторые треки, например «Better Than Ever», демонстрируют сильные стороны Фуртадо в написании исповедальных песен, то многие другие, такие как «Ready for Myself», кажутся устаревшими или не вдохновляющими. Трек «Save Your Breath» был высоко оценен за перспективное сотрудничество с драг-звездой Тайноми Бэнкс, хотя Корнгут считает, что ведущие синглы альбома, включая «Love Bites» и «Corazón», не смогли покорить поклонников. Несмотря на эту критику, Корнгут признал талант Фуртадо и ее способность к самореализации, предположив, что, хотя альбом 7, возможно, не достиг цели, у нее все еще есть потенциал удивить критиков в будущем.

## Список композиций
| №                   | Название                                                                               | Автор(ы)                                                                                             | Продюсеры                                         | Длительность |
| ------------------- | -------------------------------------------------------------------------------------- | --- | ------------------------------------------------- | ------------ |
| 1.                  | «Showstopper»                                                                          | Nelly Furtado Ebony Oshunrinde Nevis Gahunia Jenna Andrews Stephen Kirk Herag Sanbalian              | WondaGurl Sanbalian [a] Jim Beanz [c]             | 2:29         |
| 2.                  | «Corazón» (при участии Bomba Estéreo)                                                  | Furtado Tyler Williams Andrews Lilliana Saumet Gahunia Oliver Cazier Kirk Steven Bilodeau            | T-Minus Furtado Billa Joints [b] Beanz [c]        | 2:37         |
| 3.                  | «Love Bites» (при участии Tove Lo и SG Lewis)                                          | Furtado Samuel George Lewis Ebba Tove Nilsson                                                        | SG Lewis                                          | 2:47         |
| 4.                  | «Better for Worse» (при участии Gray Hawken)                                           | Furtado Beanz Drew Veloric Ryan Gray Hawken                                                          | Beanz                                             | 3:24         |
| 5.                  | «Honesty»                                                                              | Furtado SG Lewis Sarah Aarons Orlando Highbottom                                                     | SG Lewis Totally Enormous Extinct Dinosaurs       | 2:16         |
| 6.                  | «Floodgate»                                                                            | Furtado Mei Ehara Isaac De Boni Michael Mulé Aaron Booe Travis Walton Ryland Kelly Tauren Strickland | FnZ Teddy Walton Aaron Booe Thislandis Hawken [c] | 2:06         |
| 7.                  | «Crown» (при участии Blxckie)                                                          | Furtado Williams Bilodeau Lido Pimienta Sihle Sithole                                                | T-Minus Billa Joints Anthony Yordanov [c]         | 2:46         |
| 8.                  | «All Comes Back» (при участии Charlotte Day Wilson)                                    | Furtado Charlotte Day Wilson                                                                         | Furtado Wilson Hawken [b]                         | 3:14         |
| 9.                  | «Save Your Breath» (при участии Williane 108, Charmie, Taborah Johnson и Tynomi Banks) | Furtado Williams Bilodeau Charmie Sheldon Orlando McIntosh Williane 108                              | T-Minus Billa Joints [a] Yordanov [c]             | 2:59         |
| 10.                 | «Ready for Myself»                                                                     | Furtado Dominic Matheson Anjulie Persaud                                                             | Dom Dolla Beanz [c] Persaud [c]                   | 3:03         |
| 11.                 | «Fantasy»                                                                              | Furtado Gahunia Williams Sanbalian Benjamin Katz Beanz                                               | T-Minus Sanbalian Furtado [c] Yordanov [c]        | 2:08         |
| 12.                 | «Better Than Ever»                                                                     | Furtado Hawken Charmie                                                                               | Hawken Pipe Perez [c] Beanz [c]                   | 2:11         |
| 13.                 | «Take Me Down»                                                                         | Furtado Williams Gahunia Bryn McCutcheon Kirstyn Johnson                                             | T-Minus Beanz [c]                                 | 2:27         |
| 14.                 | «Untitled»                                                                             | Furtado Cazier                                                                                       | Cazier Owen Pallett [b]                           | 2:55         |
| Общая длительность: | Общая длительность:                                                                    | Общая длительность:                                                                                  | Общая длительность:                               | 37:07        |

Замечания
- ↑  — сопродюсер
- ↑  — дополнительный продюсер
- ↑  — продюсер по вокалу

## Чарты
| Чарт (2024)                              | Высшая позиция |
| ---------------------------------------- | -------------- |
| Австрия (Ö3 Austria)                     | 27             |
| Бельгия/Фландрия (Ultratop)              | 76             |
| Бельгия/Валлония (Ultratop)              | 185            |
| Германия (Offizielle Top 100)            | 35             |
| Швейцария (Schweizer Hitparade)          | 27             |
| Великобритания (UK Digital Albums Chart) | 37             |